# Championnat de Bahreïn de football 2023-2024
Navigation
Saison précédente Saison suivante
La saison 2023-2024 du Championnat de Bahreïn de football est la soixante-huitième édition du championnat national de première division à Bahreïn. Les douze meilleurs clubs du pays sont regroupés au sein d'une poule unique et s'affrontent deux fois au cours de la compétition, à domicile et à l'extérieur.
En fin de saison, les deux derniers du classement sont relégués et remplacés par les deux meilleurs clubs de deuxième division.
Les clubs classés à la 9e et la 10e places jouent un barrage de relégation avec deux clubs de deuxième division sous forme d'un mini-championnat.
Al-Khaldiya Sporting Club est le tenant du titre et termine de nouveau à la première place en fin de saison s'assurant son deuxième titre de champion du Bahreïn.

## Les clubs participants
- Al Muharraq Club
- Riffa Club
- Al Hidd Club
- East Riffa
- Manama Club
- Al-Ahli Club
- Al-Khaldiya SC
- Setra Club
- Al-Shabab Club
- Al Bahrain Sports Club
- Busaiteen Club - Promu de D2
- Al Najma Sports Club - Promu de D2

## Compétition

### Classement
Le classement est établi sur le barème de points classique (victoire à 3 points, match nul à 1, défaite à 0).
| Rang | Équipe                 | Pts | J  | G  | N  | P  | Bp | Bc | Diff |
| ---- | ---------------------- | --- | -- | -- | -- | -- | -- | -- | ---- |
| 1    | Al-Khaldiya T          | 44  | 22 | 12 | 8  | 2  | 45 | 18 | +27  |
| 2    | Riffa Club             | 37  | 22 | 10 | 7  | 5  | 35 | 26 | +9   |
| 3    | Al Muharraq Club       | 37  | 22 | 9  | 10 | 3  | 40 | 28 | +12  |
| 4    | Al-Ahli Club C         | 33  | 22 | 9  | 6  | 7  | 32 | 30 | +2   |
| 5    | Manama Club            | 33  | 22 | 9  | 6  | 7  | 28 | 26 | +2   |
| 6    | Al Najma Sports Club P | 27  | 22 | 7  | 6  | 9  | 40 | 42 | -2   |
| 7    | Al-Shabab Club         | 27  | 22 | 7  | 6  | 9  | 28 | 33 | -5   |
| 8    | Setra Club             | 26  | 22 | 5  | 11 | 6  | 29 | 33 | -4   |
| 9    | Al Hidd Club           | 26  | 22 | 6  | 8  | 8  | 29 | 33 | -4   |
| 10   | East Riffa             | 26  | 22 | 6  | 8  | 8  | 27 | 29 | -2   |
| 11   | Al Hala Sports Club    | 20  | 22 | 6  | 2  | 14 | 17 | 41 | -24  |
| 12   | Busaiteen ClubP        | 18  | 22 | 4  | 6  | 12 | 26 | 37 | -11  |

|  | Qualification pour la Ligue des champions 2 de l'AFC 2024-2025              |
|  | Qualification pour les barrages                                             |
|  | Relégation directe en deuxième division                                     |
|  | T : Tenant du titre C : Vainqueur de la Bahreini King's Cup P : Promu de D2 |

- Le champion est qualifié pour la Ligue des champions 2 de l'AFC 2024-2025, le vainqueur de la Bahreini King's Cup est qualifié pour le tour préliminaire[2].

## Barrages de relégation
East Riffa et Al Hidd Club rencontrent deux clubs de deuxième division, Malkiya SC et Al-Ittihad Club, dans un mini-championnat où les deux premiers joueront en première division la prochaine saison. Le tournoi se déroule du 23 au 31 mai 2024. À la fin du tournoi, l'équipe de première division East Riffa parvient à se maintenir et Malkiya SC obtient sa promotion.

## Bilan de la saison
| Championnat de Bahreïn de football 2023-2024                        |                                      |
| Champion                                                            | Al-Khaldiya Sporting Club (2e titre) |
| Coupes et trophées                                                  |                                      |
| Vainqueur de la Bahreini King's Cup                                 | Al-Ahli Club                         |
| Qualifications continentales                                        |                                      |
| Ligue des champions Élite de l'AFC 2024-2025                        | aucun                                |
| Ligue des champions 2 de l'AFC 2024-2025                            | Al-Khaldiya Sporting Club            |
| Ligue des champions 2 de l'AFC 2024-2025                            | Al-Ahli Club                         |
| Promotions et relégations                                           |                                      |
| Promus en Bahraini Premier League                                   | Bahrain SC                           |
| Promus en Bahraini Premier League                                   | A'Ali SC                             |
| Promus en Bahraini Premier League                                   | Malkiya SC                           |
| Relégués en Championnat de Bahreïn de football de deuxième division | Al Hala Sports Club                  |
| Relégués en Championnat de Bahreïn de football de deuxième division | Busaiteen Club                       |
| Relégués en Championnat de Bahreïn de football de deuxième division | Al Hidd Club                         |